# René Vandenberghe
René Vandenberghe (Pittem, 5 de març de 1887 - Roeselare, 3 de juliol de 1958) va ser un ciclista belga, que fou professional entre 1909 i 1914 i el 1921. Durant la seva carrera esportiva destaca la victòria a la Volta a Bèlgica de 1911.

## Palmarès
- 1909
  - Vencedor d'una etapa de la Volta a Bèlgica
- 1910
  - 1r a la Brussel·les-Roubaix
  - Vencedor d'una etapa de la Volta a Bèlgica
- 1911
  - 1r a la Volta a Bèlgica i vencedor de 4 etapes
- 1912
  - 1r als Sis dies de Brussel·les, amb Octave Lapize
- 1913
  - Vencedor d'una etapa de la Volta a Bèlgica

### Resultats al Tour de França
- 1911. Abandona (3a etapa)
- 1912. 12è de la classificació general
- 1913. Abandona (7a etapa)
- 1914. 28è de la classificació general